# Daniel Hofer
Daniel Hofer (Bolzano, 12 de febrero de 1983) es un deportista italiano que compitió en triatlón. Ganó una medalla de bronce en el Campeonato Europeo de Triatlón de 2011, en la prueba de relevo mixto.

## Palmarés internacional
| Campeonato Europeo | Campeonato Europeo  | Campeonato Europeo | Campeonato Europeo |
| Año                | Lugar               | Medalla            | Prueba             |
| ------------------ | ------------------- | ------------------ | ------------------ |
| 2011               | Pontevedra (España) | Medalla de bronce  | Relevo mixto       |